# Шехзаде Мехмет (син Бајазита II)
Шехзаде Мехмед (тур. Şehzade Mehmed; 1484 — 1504) је био син султана Бајазита II.

## Живот и смрт
Шехзаде Мехмед је рођен 1484. године, када је његов отац постао султан. Његова мајка је била Ферахшад-хатун. 
Кримски кан Менгли Гирај намеравао је да приђе једном од османских принчева како би ојачао своје краљевство и учествовао у текућој борби за престо у Османском царству . Његов први избор био је шехзаде Мехмед, санџакбег Феодосије. По обостраном договору, Ајше-хатун, ћерка хана, се удала за принца Мехмеда 1499. године. Шехзаде Мехмед је умро природном смрћу у децембру 1504. године због епидемије.
Шехзаде Мехмед је имао сина и ћерку:
- шехзаде Мехмед (1505 — 1513); рођен постхумно након смрти оца, у чију је част и добио име. Погубљен је по наређењу султана Селима, иако је његова мајка прешла у његов харем.
- Фатма-султанија (1500 - 1556); султан Селим јој је дозволио да остане у Истанбулу. Удао ју је 1516. године.